# Aleksandar VII.
Aleksandar VII., lat. Alexander PP. VII. (Siena, 13. veljače 1599. – Rim, 22. svibnja 1667.), rođen kao Fabio Chigi, 237. poglavar Katoličke Crkve, papa od 7. travnja 1655. do smrti 1667.

## Raniji život
Fabio Chigi rodio se 13. veljače 1599. u kneževskoj obitelji od oca Flavija Chigija i majke Laure rođene Marsigli. Obitelj Chigi je izvorno sienska obitelj koja je krajem 14. stoljeća stekla plemstvo kao grofovi Ardengheschi. Zbog lošeg zdravlja nije mogao pohađati školu pa ga je podučavala njegova majka i mentori. Kasnije pohađa sveučilište u Sieni, a 1626. godine stječe doktorate iz filozofije, teologije i kanonskog i građanskog prava. Po završetku studija u prosincu iste godine odlazi u Rim i pri Svetoj Stolici radi kao referendarij na sudu Apostolske Siganature za pravdu i milost, vice-legat u Ferrari (1627. – 1632.) i inkvizitor na Malti. U prosincu 1634. zaređen je za svećenika a mjesec dana kasnije 8. siječnja 1635. papa Urban VIII. imenuje ga biskupom Narda (Apulija). Od 1639. do 1651. bio je apostolski nuncij u Kölnu. Za vrijeme svoje službe u Njemačkoj predstavljao je Svetu Stolicu na mirovnoj konferenciji u Münsteru (Westfalija) koju je sazvao car Ferdinand III. 1643. godine kako bi se katoličke zemlje dogovorile o završetku Tridesetogodišnjeg rata. Dana 24. listopada 1648. potpisan je Westfalski mir, čime je završen dugogodišnji rat. Chigi je odbio potpisati zaključne dokumente tog sporazuma, suprotno stajalištima Svete Stolice, jer se protivio zahtjevima Francuske da se protestantima daju velike povlastice. Tim činom Fabio Chigi pribavio si je moćnog neprijatelja u osobi francuskog kardinala Julesa Mazarina (1602. – 1661.), koji je ujedno bio i predsjednik francuske vlade. To neprijateljstvo će ga u narednim godinama skoro koštati papinske službe. U listopadu 1651., nakon dvanaest godina službe u Njemačkoj, papa Inocent X. poziva ga u Rim i imenuje državnim tajnikom Svete Stolice. Već sljedeće godine, 19. veljače 1652. imenovan je kardinalom.

## Izbor za papu
Nakon duge agonije 7. siječnja 1655. umire papa Inocent X. Dana 18. siječnja započele su moglo bi se reći neobične konklave, jer u njima nije bilo nećaka pokojnog pape (tada je bilo uobičajeno da je svaki papa imenovao nekog od svojih nećaka kardinalom), koji bi mogao kontrolirati izbore, pa se većina kardinala koji su glasali osjećala više slobodno, te su odlučivati po svojoj savjesti, odbacujući uobičajeni utjecaj stranih država. No, bez politike nije moglo proći jer se kardinal Mazarin žestoko protivio izboru Chigija za papu, pa je Francuska uložila veto na njegov izbor. Konklava je potrajala osamdeset dana. Kada je na koncu kardinal Giulio Sacchetti (1586. – 1663.) osobno uvjerio ministra 
Luja XIV. da opozove veto na izbor Chigija. kardinali su mogli 7. travnja 1555. godine izabrati kardinala Chigija za novog papu. Odabrao si je ime Aleksandar VII. u čast svog zemljaka iz Siene pape Aleksandra III. U kronikama o papama piše kako je želio izbjeći ritual prisezanja vjernosti kardinala novom papi činom ljubljenja stopala, te je umjesto toga uveo ljubljenje križa kojeg je Papa držao u rukama, što znači da je čin štovanja bio usmjeren na Krista, a ne na njegovu osobu.

## Pontifikat
Čovjek dubokih vjerskih osjećaja i pun poniznosti ubrzo je pokazao sve svoje slabosti. Počeo je bogato darivati svoju rodbinu i prijatelje i postavljati ih na odgovorne dužnosti. Tako je svoga nećaka Flavija Chigija (1631. – 1693.) na svom prvom konzistoriju 1657. imenovao kardinalom. U svibnju 1656. za vrijeme epidemije kuge osobno je organizirao pomoć žrtvama kuge, nadgledao nabavu, podignuo hospicij na otoku Sveti Bartolomej kako bi izolirao zaražene. Zbog osobne netrpeljivosti prema francuskom kardinalu-ministru Mazarinu dolazi u sukob i sa samim francuskom kraljem Lujem XIV., koji se žalio da je njegov veleposlanik u Rimu bio zlostavljan i da mu je bio ugrožen život. Zbog toga je protjerao iz Pariza papinskog nuncija i zauzeo papinske posjede u Avignonu. Papa je morao pristati na ponižavajuće primirje. Papa Aleksandar VII. se obvezao, ali bez uspjeha, na pomoć Veneciji protiv Turaka. Dugo se morao baviti jansenizmom, vjerskim pokretom čiji je začetnik bio belgijski biskup Cornelius Jansen (1585. – 1638.) i protiv kojeg je objavio različite dokumente u kojima se žestoko obrušavao na njegovo naučavanje. I s Portugalom dolazi do razilaženja, jer Papa nije priznavao Ivana IV. Braganzu za kralja neovisnog Portugala, pa je prijetila opasnost da Ivan osnuje lokalnu crkvu. Kada se švedska kraljica Kristina obratila na katolicizam, preselila se u Rim. Smjestila se u jednoj vili koja je ubrzo postala središte kulturnog i intelektualnog života. To je predstavljalo veliki teret za Papu, a još više za njegovu blagajnu. Papa Aleksandar je bio vrlo pobožan. Posebno je cijenio Franju Saleškog (1567. – 1522.), kojega je 1661. godine proglasio blaženim a 1665. i svetim. Kao ljubitelj književnosti znatno je obogatio Vatikansku knjižnicu. Prekrasnu kolonadu koja okružuje Trg svetog Petra, djelo Giovannija Lorenza Berninija (1598. – 1680.), dugujemo papi Aleksandru VII. koji ju je dao sagraditi. Krhkog zdravlja još od malena, Papa je cijeli život patio od bubrežnih kamenaca. Zdravlje se ponovno pogoršalo krajem 1666. godine, te je nakon nekoliko mjeseci teške borbe za život preminuo 22. svibnja 1667. godine. Sahranjen je u bazilici sv. Petra u prekrasnom mauzoleju kojeg je izgradio Bernini.